# Правда (фільм, 2015)
«Правда» (англ. Truth) — це дебютна американська політична докудрама 2015 року режисера Джеймса Вандербілта, знята за власним сценарієм. Сюжет фільму заснований на мемуарах американської журналістки та ведучої телевізійних новин Мері Мейпс «Правда й обов'язок: Преса, президент і привілеї влади». Фільм фокусується на спірних питаннях документів Кілліана, що стали причиною звільнення Дена Разера і продюсерки Мері Мейпс з CBS News . Кейт Бланшетт виконала роль Мейпс, Роберт Редфорд зіграв Разера.
Світова прем'єра фільму відбулася на Міжнародному кінофестивалі в Торонто в 2015 році. Фільм отримав обмежений реліз в США 16 жовтня 2015 року перед прокатом у світі з 30 жовтня 2015 року компанією Sony Pictures Classics.

## Сюжет
За кілька місяців до президентських виборів у США Мері Мейпс (телепродюсер «60 Minutes Wednesday») та її команда, що складалася з Майка Сміта, Люсі Скотт і полковника Роджера Чарльза шукають докази, поблажливого режиму Джорджа Буша під час перебування в армії. Чарльз, знаючи, що військові «добре справляються з тим, що вони роблять», вважав, що помилок не було, попри деякі твердження про те, що записи Буша були втрачені або змінені, і що у Буша є труднощі з виконанням мінімальних тестів з фізичної підготовки. Пошуки Мейпс з командою приводять до Білла Беркетта, який мав тверді докази, які доводять, що Буш дійсно мав поблажливий режим. Мейпс готує матеріал, який Ден Разер оголошує в «60 Minutes Wednesday».
Після випуску Мейпс і Разер стикаються з питаннями щодо точності матеріалу. Основні документи, на яких були засновані твердження були негайно поставили під сумнів різними джерелами, деякі документи, вважали підробками, які потім досліджувались різними радіоведучими, блогерами та багатьма основними джерелами засобів масової інформації, зокрема «Вашингтон пост» та CBS . Вони легко виявили, що певні характеристики документів, такі як шрифт і інтервал між літерами, вказували, що створені вони були на комп'ютері за допомогою Microsoft Word, і тому не могли бути набрані на машинці на початку 1970-х років. Згодом Беркетт, який надав документи, визнав, що він брехав про те, де він їх отримав.
Після скандалу Мейпс, її команда і Разер зіткнулися із звинуваченнями, що ліберальна політична програма продюсерки зіграла свою роль у виході передачі. Внутрішня група експертів займалася визначенням наявності політичної упередженості того випуску. Сміт, Скотт і Чарльз зрештою були відсторонені від роботи і згодом були звільнені, Сміт після гучної промови в офісі був виведений, пообіцявши, що піде з телемовлення. Під час слухання Мейпс потрапляє під шквал докорів, не зважаючи на її докази. Після слухання, Мейпс звільняється, а Разер робить свою останню трансляцію, посилаючись на те, що мужність допомогла йому та його команді пройти через найжорсткіші часи.

## У ролях
| Актор               | Роль                    |
| ------------------- | ----------------------- |
| Кейт Бланшетт       | Мері Мейпс              |
| Роберт Редфорд      | Ден Разер               |
| Тофер Грейс         | Майк Сміт               |
| Денніс Квейд        | полковник Роджер Чарльз |
| Елізабет Мосс       | Люсі Скотт              |
| Брюс Грінвуд        | Ендрю Гейворд           |
| Девід Лайонс        | Джош Говард             |
| Джон Бенджамін Гікі | Марк Вролстад           |
| Стейсі Кіч          | Білл Беркетт            |
| Дермот Малруні      | Лоуренс Ланфер          |
| Рейчел Блейк        | Бетсі Вест              |
| Кріс Малкі          | Моріс Уделл             |

## Виробництво
Фільм заснований на мемуарах Мері Мейпс 2005 року «Правда й обов'язок: Преса, президент і привілеї влади». Mythology Entertainment продюсувала фільм. Фільм був у розробці з 2007 року.
У липні 2014 року було оголошено, що Роберт Редфорд і Кейт Бланшетт зіграють ведучого CBS News Дена Разера і продюсера «60 Minutes Wednesday» Мері Мейпс відповідно. У вересні 2014 року Елізабет Мосс приєдналася до акторів як асоційований продюсер CBS Люсі Скотт, а Денніс Куейд — як полковник Роджер Чарльз. Тофер Грейс і Джон Бенджамін Гікі приєдналися до фільму в жовтні як дослідник Майк Сміт і як чоловік Мейпс Марк Ворлстад відповідно. Брюс Грінвуд став виконавцем ролі Ендрю Гейворда, президента CBS News. У листопаді Девід Лайонс приєднався до акторського складу як Джош Говард, виконавчий продюсер «60 Minutes Wednesday» і керівник Мейпс. Пізніше стало відомо, що Стейсі Кіч отримав роль. Менді Вокер став оператором, а Фіона Кромбі — художником-постановником, Брайан Тайлер — композитором фільму.
Бюджет фільму склав більше ніж $ 9 600 000. Основні зйомки розпочалася у жовтні 2014 року в Сіднеї та були заплновавані на вісім тижнів протягом весни в Австралії.

## Сприйняття

### Критика
Фільм отримав позитивні відгуки. На сайті Rotten Tomatoes оцінка стрічки становить 62 % на основі 173 відгуки від критиків (середня оцінка 6,2/10) і 62 % від глядачів із середньою оцінкою 3,4/5 (7 900 голосів). Фільму зарахований «стиглий помідор» від кінокритиків та «попкорн» від глядачів, Internet Movie Database — 6,8/10 (17 097 голосів), Metacritic — 66/100 (35 відгуків критиків) і 7,0/10 (57 відгуків від глядачів).

### Номінації та нагороди
| Нагороди та номінації фільму «Правда» | Нагороди та номінації фільму «Правда»    | Нагороди та номінації фільму «Правда» | Нагороди та номінації фільму «Правда» | Нагороди та номінації фільму «Правда» | Нагороди та номінації фільму «Правда» |
| Рік                                   | Кінофестиваль/кінопремія                 | Категорія/нагорода                    | Номінант                              | Результат                             |                                       |
| ------------------------------------- | ---------------------------------------- | ------------------------------------- | ------------------------------------- | ------------------------------------- | ------------------------------------- |
| 2015                                  | Кінофестиваль у Мілл-Валлі               | Вибір глядачів                        | Джеймс Вандербілт                     | Номінація                             |                                       |
| 2016                                  | Міжнародний кінофестиваль у Палм-Спрінгз | Нагорода за досягнення                | Кейт Бланшетт                         | Перемога                              |                                       |